# جامعه‌شناسی فیلم

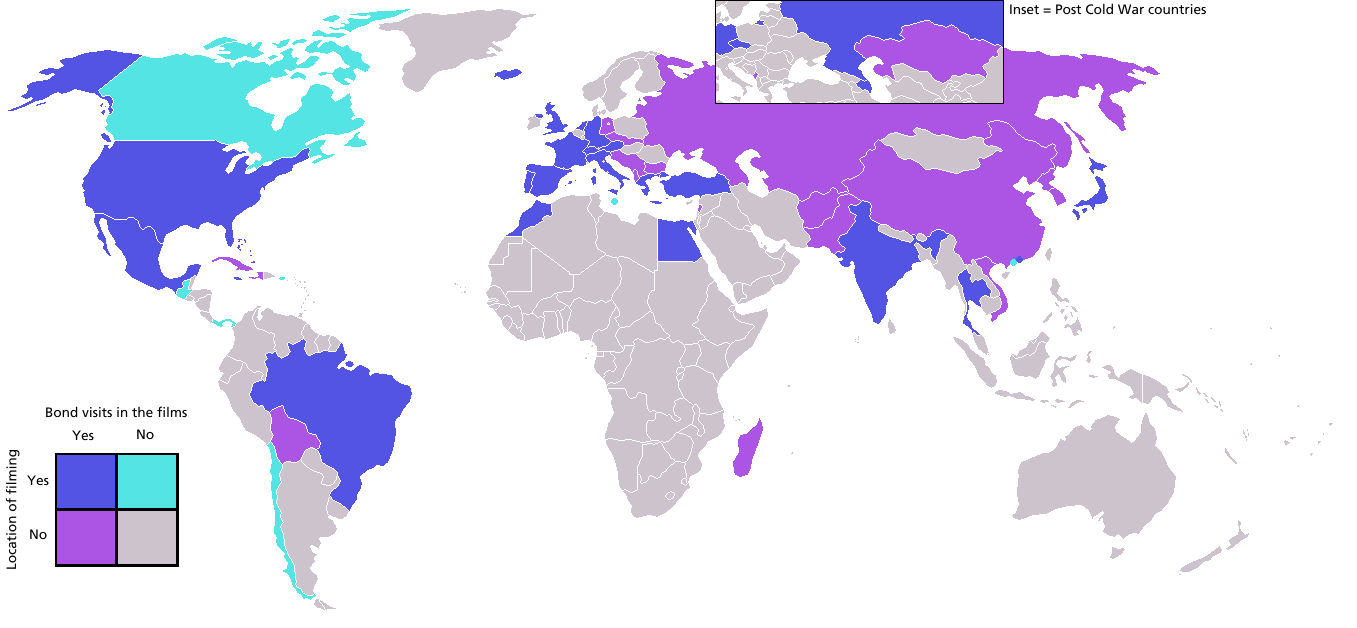
لوکیشن های فیلم های جمیز باند

جامعه‌شناسی فیلم (به انگلیسی: Sociology of film) به تحلیل جامعه‌شناختی فیلم می‌پردازد.
- با توجه به یکی از کلاس درس دانشگاهی، این حوزه شامل «سینمای معاصر به عنوان یک سرنخ فرهنگی برای تغییرات اجتماعی؛ مقدمه‌ای بر نیروهای اجتماعی درگیر در ساخت فیلم در ایالات متحده و سایر فرهنگ‌ها؛ تأثیر فیلم‌ها بر مخاطبان عمومی و خاص.»[۲]
- با توجه به یکی دیگر از دوره‌های دانشگاهی، «جنبه‌های اجتماعی علل و پیامدهای تولید، توزیع، محتوا، فرم و استقبال از فیلم» را پوشش می‌دهد.[۳]

نیویورک تایمز گفت: «یک مسئله این است که اگر مخاطب همه چیز را اندازه‌گیری کند، هنر بازتابی از جامعه‌شناسی است و تفکیک سلیقه مخاطب به هنر تبدیل می‌شود.»

## پیوندهای بیرون
- فیلم‌های مربوط به جامعه‌شناسی (انجمن جامعه‌شناسی آمریکا) ٪ 20Content.html